# Кярла (річка)
Кярла (ест. Kärla) — річка в Естонії, на острові Сааремаа, волость Сааремаа.
Річка починається в селі Йиемпа в ущелинах Йиемпа і впадає в озеро Муллуту. Довжина річки 16,8 км, площа водозбірного басейну 111,5 км².
Верхня течія вище річки Кандла влітку суха. У верхній течії один рукав впадає в ущелини Йиемпа під час підвищення рівня води. Більша частина річки знаходиться в штучному руслі.
У минулому верхня течія річки була утворена нинішнім потоком Анепеса, але після того, як рівень води було знижено меліоративними роботами, вода більше не досягає початкового витоку річки Кярла до нинішнього верхів’я, а тече у низину перед ущелинами Йиемпа.
Річка належить до суббасейну Західних островів басейну Західної Естонії.
Річка Кярла також відома як річка Пае.